# May Allison
May Allison (Rising Fawn (Georgia), 14 juni 1890 - Bratenahl (Ohio, 27 maart 1989) was een Amerikaans theater- en filmactrice.

## Biografie
Allison werd als jongste van vijf zonen en dochters geboren. Ze was de dochter van Dr. John S. Allison en Virginia (Wise) Allison.
Allison kreeg haar debuut op Broadway in 1914, toen ze een rol kreeg in Apartment 12-K. Ze bleef hier echter niet lang. In 1915 kreeg ze haar eerste filmrol. Ze was toen naast Theda Bara te zien in A Fool There Was (1915). Toen ze in datzelfde jaar gecast werd naast Harold Lockwood in David Harum, bleek het publiek onder de indruk te zijn van het duo. De twee begonnen samen in meerdere films te acteren en werden ook bekend. Uiteindelijk waren ze gezamenlijk in 25 films te zien.
Echter, in 1918 kwam een einde aan de reeks Lockwood-Allison films, toen Lockwood in dat jaar op 31-jarige leeftijd stierf aan de Spaanse griep. Allisons populariteit daalde hierna.
Ook al wist ze niet meer een net zo groot publiek te lokken na de dood van Lockwood, bleef ze in de jaren '20 nog actief acteren in films. Haar laatste film werd The Telephone Girl (1927). Hierin was Allison naast Madge Bellamy en Warner Baxter te zien.
Allison stierf uiteindelijk in 1989, op 98-jarige leeftijd.

## Filmografie (selectie)
- 1915: A Fool There Was
- 1915: David Harum
- 1915: The Secretary of Frivolous Affairs
- 1915: The Great Question
- 1915: The House of a Thousand Scandals
- 1915: The End of the Road
- 1915: The Buzzard's Shadow
- 1916: The Other Side of the Door
- 1916: Life's Blind Alley
- 1916: The Come Back
- 1916: The Masked Rider
- 1916: The River of Romance
- 1916: Mister 44
- 1916: Big Tremaine
- 1916: Pidgin Island
- 1917: The Promise
- 1917: The Hidden Children
- 1920: Held in Trust
- 1921: Extravagance
- 1924: Youth for Sale
- 1925: I Want My Man
- 1926: The Greater Glory
- 1926: Men of Steel
- 1926: The City
- 1927: One Increasing Purpose
- 1927: The Telephone Girl

- Gemeinsame Normdatei: 1281867314
- International Standard Name Identifier: 0000 0000 5315 6026
- Library of Congress Control Number: nr2002018061
- SNAC: w6sw1634
- Virtual International Authority File: 41776364
- WorldCat: E39PBJyRCdKjDxThJrkVHTKfMP